# Jacques Duchaussoy
Pour les articles homonymes, voir Duchaussoy.
Le baron Jacques Marie Joseph Duchaussoy Delcambre de Champvert, dit Jacques Duchaussoy en littérature, est né le 23 juin 1905 et mort le 11 janvier 1996 à Paris. Il descend du vicomte Victor Joseph Delcambre, baron de Champvert et du Général divisionnaire baron Armand Duchaussoy. 
Il fut ingénieur agronome et un écrivain français et auteur de livres sur la religion et la littérature. Il a collaboré à la revue Atlantis.

## Biographie
Fils du Baron Louis Duchaussoy (1874-1965) et de Suzanne Houel (1884-1971), petite-fille de Jules-César Houel et d'Édouard Phillips.
Marié le 3 juin 1941 à Elisabeth de Fontaine de Resbecq (02/08/1910-12/12/1990), fille du vicomte Gilles Hilaire de Fontaine de Resbecq, et de Madeleine Lucie Renard, dont il eut deux enfants :
- Gilles Marie Joseph (04/01/1944) marié le 15/07/1967 à Chantal Marie Jacqueline Huard de Verneuil (24/04/1942) dont 3 enfants.
- Hugues Marie Joseph (1947) marié le 04/10/1973 à Régine Marie Monique Forgeot d'Arc (09/04/1951) dont 3 enfants.

Il fut autorisé à relever le nom "Delcambre de Champvert"  pour lui et ses descendants par décision de la Direction des Affaires Civiles et du Sceau du Ministère de la Justice, le 3 mars 1966.

## Thèses
Dans son livre Bacon, Shakespeare ou Saint-Germain, paru en 1962, il évoque la possibilité que Francis Bacon ait été l'auteur derrière l'œuvre de Shakespeare et Cervantes.